# 42-см гаубиця М14
42-см гаубиця М.14/М.16/М.17 (нім. Küstenhaubitze 42 cm M 14 / M 16 / M 17) належала до важкої фортечної артилерії Австро-Угорської імперії. Планувалось виготовити 8 гаубиць. У міжвоєнний період використовувалась військом Чехословаччини і Вермахтом під час 2-ї світової війни.
Роботи над гаубицями оборони узбережжя розпочались 1907 року. Перший постріл з прототипу ствола провели 1912 року, а полігонні випробування гаубиці провели 1914 року. Після цього 42-см гаубицю оборони узбережжя М.14 прийняли на озброєння. Лафет гаубиці встановлювали на ложі і бетонному фундаменті. Котлован для нього викопували за 20 годин, бетонування займало 10 днів, монтаж гаубиці за допомогою портального крану 40 годин.  Стальне ложе з поворотною шайбою мало довжину 7,5 м, ширину 6,2 м, висоту 1,75 м. Ствол мав клиновий замок, гідравлічно-пружинний противідкатний пристрій. Вага снаряду становила 800-1000 кг з 89,6-104,4 кг тринітротолуолу чи амоналу. Для пострілу використовували один-чотири 51-кг заряди нітроцелюлози. Гаубиця входила до складу батареї з особовим складом з 8 офіцерів, 200 солдат. Безпосередня обслуга складала 27 осіб. При транспортуванні використовували два транспортні прицепи для ствола, лафету, два для ложа та чотири бензо-електричні тягачі Artillerie-Generatorauto M.16, розроблені на фірмі Австро-Даймлер Фердинандом Порше. Коректування стрільби проводили за допомогою телефону з повітряної кулі чи радіо з літака Альбатрос.
До початку війни виготовили одну гаубицю, призначену для встановлення біля бази флоту у Пулі. Другу гаубицю передали до війська, де у січні 1915 вона брала участь в обстрілі російського війська біля м. Тарнів. Надалі її використовували на сербському фронті, влітку 1915 при облозі Модлинської фортеці. На італійському фронті вона була пошкоджена і відправлена на ремонт. Весною 1916 вона використовувалась на італійському фронті. До кінця війни виготовили три гаубиці М.14, чотири М.16 і одну М.17. Від подальшого виробництва гаубиць відмовились через розробку 42-см польової автогаубиці М.16. Також було виготовлено 8 панцирних башт і один резервний ствол.
Гаубиця М.16 мала змінений лафет за зразком лафету 38-см гаубиці М.16, що полегшувало її транспортування. Він складався з 6 частин. Гаубиця М. 17 мала ще більш полегшений лафет, але з закладених 4 гаубиць виготовили лише одну. Для перевезення розібраної гаубиці використовували автопоїзд С-Zug.
Після війни гаубиці потрапили до війська Італії, Чехословаччини, звідки у березні 1939 їх ввели до Вермахту під позначенням 42-cm-Haubitze(t). Брали участь у облозі Ленінграду 1942 року.

## Джерело
- Erwin Anton Grestenberger: K.u.k. Befestigungsanlagen in Tirol und Kärnten 1860 – 1918. Verlag Österreich u. a., Wien 2000, ISBN 3-7046-1558-7.
- Terry Gander, Peter Chamberlain: Enzyklopädie deutscher Waffen 1939–1945. 2. Auflage. Spezialausgabe. Motorbuchverlag, Stuttgart 2006, ISBN 3-613-02481-0.